# Mecynotarsus
Mecynotarsus – rodzaj chrząszczy z rodziny nakwiatkowatych i podrodziny Notoxinae.
Chrząszcze o stosunkowo smukłym ciele, barwy jasno- do ciemnobrunatnej, niekiedy z metalicznym połyskiem na pokrywach. Krótka głowa ma krótkie skronie, duże, wyłupiaste, kolistego kształtu oczy złożone oraz cienkie, u szczytu niepogrubione czułki o długości większej niż głowa i przedplecze razem wzięte. Przedplecze jest kulistawe z przednim brzegiem przedłużonym ponad głowę w zasłaniający jej większą część róg, na którego powierzchni biegnie para wyraźnie karbowanych listewek. Przed nasadowym przewężeniem przedplecza wyrastają dwie pary skierowanych ku tyłowi szczecinek, a na samym przewężeniu brak przepaski z białych włosków, charakterystycznej dla podobnego rodzaju Notoxus. Pokrywy mają obrys jajowaty lub podługowato-owalny i pozbawione są wcisku za barkami. Przedplecze i pokrywy cechuje jedwabisty połysk, wynikający z gęstego ich porośnięcia delikatnym, przylegającym owłosieniem. Skrzydła tylnej pary mogą być dobrze wykształcone lub zredukowane. Odnóża są smukłe; tylna ich para ma przedostatni człon stóp walcowaty i na szczycie niewcięty. 
Rodzaj kosmopolityczny, znany ze wszystkich kontynentów. W Europie Środkowej, w tym w Polsce reprezentuje go tylko M. serricornis.
Takson ten wprowadził w 1848 lub 1849 roku Faustin La Ferté-Sénectère. Obejmuje m.in. następujące gatunki:
- Mecynotarsus albellus Pascoe, 1866
- Mecynotarsus amabilis Lea, 1895
- Mecynotarsus apicipennis Lea, 1895
- Mecynotarsus armifer Kejval, 2013
- Mecynotarsus auceps Kejval, 2013
- Mecynotarsus auripilosus Kejval, 2013
- Mecynotarsus bicornis Kejval, 2013
- Mecynotarsus bidens Kejval, 2013
- Mecynotarsus bidentatus Kejval, 2013
- Mecynotarsus bison (Olivier, 1811)
- Mecynotarsus bullatus Kejval, 2013
- Mecynotarsus canthariphilus Kejval, 2013
- Mecynotarsus centralis Kejval, 2013
- Mecynotarsus concolor King, 1869
- Mecynotarsus dearmatus Kejval, 2013
- Mecynotarsus edwinus Telnov, 2000
- Mecynotarsus exophthalmus Kejval, 2013
- Mecynotarsus fallax Kejval, 2013
- Mecynotarsus faustii Seidlitz, 1891
- Mecynotarsus festivus Kejval, 2013
- Mecynotarsus grandior Kejval, 2013
- Mecynotarsus granulatus Kejval, 2013
- Mecynotarsus hirtipennis Kejval, 2013
- Mecynotarsus hortensis Lea, 1922
- Mecynotarsus imitator Kejval, 2013
- Mecynotarsus iuvenis Kejval, 2013
- Mecynotarsus kingii W.J. Macleay, 1872
- Mecynotarsus kreusleri King, 1869
- Mecynotarsus leai Pic, 1942
- Mecynotarsus loriae Pic, 1900
- Mecynotarsus magelae Kejval, 2013
- Mecynotarsus mastersii W.J. Macleay, 1872
- Mecynotarsus mollis Kejval, 2013
- Mecynotarsus nobilis Kejval, 2013
- Mecynotarsus obesus Kejval, 2013
- Mecynotarsus parvulus Kejval, 2013
- Mecynotarsus phanophilus Lea, 1922
- Mecynotarsus pilbarensis Kejval, 2013
- Mecynotarsus pilicornis Kejval, 2013
- Mecynotarsus pusillus Kejval, 2013
- Mecynotarsus regalis Kejval, 2013
- Mecynotarsus semicinctus Wollaston, 1865
- Mecynotarsus serricornis (Panzer, 1796)
- Mecynotarsus setulosus Kejval, 2013
- Mecynotarsus speciosus Kejval, 2013
- Mecynotarsus truquii De Marseul, 1879
- Mecynotarsus weiri Kejval, 2013
- Mecynotarsus ziczac King, 1869